# Gabriel Omar Amato
Gabriel Amato (Mar del Plata, 22 d'octubre de 1970) és un exfutbolista argentí. Va començar la seva carrera al Club Atlético Aldosivi de la seva ciutat natal.
A l'Argentina hi jugaria a les files dels tres equips més importants, el Boca Juniors, el River Plate i l'Independiente d'Avellaneda. A la lliga espanyola hi va passar per nombrosos equips, com el Llevant, el Reial Betis, l'Albacete Balompié… La seva època europea més destacada va ser a finals dels 90 amb el RCD Mallorca entrenat per Héctor Cúper, i el Glasgow Rangers escocès.
Després de jugar amb el RCD Mallorca, va marxar traspassat al Glasgow Rangers en finalitzar la temporada 1997/1998 per una quantitat propera als 1.000 milions de les antigues pessetes -sis milions d'euros-. El davanter argentí va marxar al club escocès, que manté una dura rivalitat amb el Celtic, després d'un brillant pas pel Mallorca en la primera temporada del club a Primera. Però l'estrella d'Amato es va apagar a Escòcia, on va aguantar dos anys.
En la campanya 2000/2001 va tornar a Espanya jugar al Betis, que havia baixat a Segona Divisió. En el conjunt verdiblanc va recuperar la seva millor versió i va ser un dels artífexs de l'ascens de l'equip sevillà una temporada després.
El seu últim equip va ser el Banfield de l'Argentina, on va decidir retirar-se.
Van ser quinze equips i deu títols, sumant Copa Masters amb Boca, Obertures 94, 96 i Copa Libertadores 1996 amb River, dues Lligues i tres copes amb el Glasgow Rangers i l'ascens amb el Betis.
Va participar l'Showbol amb Diego Maradona. Es va unir al cos tècnic de Matias Almeyda a càrrec de la direcció tècnica de River Plate, el 23 de juny de 2012 van aconseguir el tan esperat ascens a primera divisió i es van proclamar campions del torneig nacional B. Ja a primera divisió, durant el Torneig Inicial després d'aconseguir diversos empats davant All Boys, Atlètic de Rafaela, Argentins Juniors i Independent, el cos tècnic de River Plate, inclòs Amato, van rescindir el seu contracte amb el president de River, Daniel Passarella.
Mesos després Almeyda assumeix com a director tècnic de Banfield en les dates finals de la Primera B Nacional 2012/13 i Amato i Ariel Holan com a ajudants de camp. En la nova temporada de la Primera B Nacional 2013/14 es donen el luxe de demostrar la seva experiència com DT donant a Banfield un estil de joc golejador gràcies a les lliçons que els va ser brindant el DT Ariel Holan i portant referents i jugadors joves amb experiència, sota consell d'Holan. El 15 de maig de 2014, empatant amb Douglas Haig, Banfield queda classificat per passar a primera divisió, sent el segon equip que l'entrenador fa accedir a aquesta categoria. El 31 de maig de 2014, després d'una reeixida campanya, treu campió a Banfield de la Primera B Nacional.